# Certificat européen de psychothérapie
Pour les articles homonymes, voir CEP.
Le certificat européen de psychothérapie (CEP) ,est organisé et géré par l'European Association of Psychotherapy (EAP).. Cette association est créée le 30 juin 1991 à Vienne et est constituée de 200 organisations venant de 40 pays européens et représentant 120 000 psychothérapeutes).

## European Association of Psychotherapy
En sont membres des associations nationales de psychothérapeutes (par exemple - la Fédération Française de Psychothérapie et de Psychanalyse (FF2P)) et des associations représentant une méthode ou courant psychothérapeutique (par exemple - l'European Association of Neuro-Linguistic Programming Therapy) (EANLPT) dont est membre la fédération des associations francophones de PNL (NLPNL - Paris)). L'EAP est membre fondateur et actif dans le Conseil Mondial de Psychothérapie (WCP).
Outre la rédaction par l'EAP des principes éthiques pour la protection des patients qui sont obligatoires pour ses membres, son objectif dans l'institution du certificat européen de psychothérapie est la reconnaissance du statut des psychothérapeutes à l'échelle européenne, par la validation de critères de formation et de pratique clinique.

## Critères et procédures
Pour l'obtention de ce CEP, un psychothérapeute doit satisfaire une série d'exigences concernant le niveau de sa formation, les supervisions suivies et sa pratique.
Trois procédures coexistent pour sa demande. Soit le psychothérapeute est membre d'une association reconnue par l'AEP et qui en pratique dont les critères. Dans ce cas si son association professionnelle valide sa demande, celle-ci est validée par l'AEP. Soit le psychothérapeute demande directement à l'AEP, alors il passe devant une commission qui évalue son dossier.
La durée de formation est notamment un critère d'acceptation : pas moins de 3 200 heures, réparties sur un minimum de sept ans, avec les trois premières années étant l'équivalent d'un diplôme universitaire. Les quatre années suivantes doivent être dans une formation spécifique à la psychothérapie.
Une pratique supervisée d'au moins deux ans est par exemple un second critère.

## Aspects juridiques
La France est le seul pays européen à avoir légiféré par la loi dite Accoyer (loi du 9 août 2004, publiée au Journal Officiel no 85 du 11 août 2004), appelée aussi parfois « amendement Accoyer » sur la protection du titre de psychothérapeute. L'European Association of Psychotherapy ne fait pas l'objet d'une reconnaissance particulière par la France. Le Code de la santé publique n’indique nullement que ce CEP aurait une quelconque validité et ne reconnaît pas davantage les formations permettant de l'obtenir,.
En droit européen, conformément à l'approche suivie par les directives « système général », les questions concernant la réglementation des professions (conditions de formation et d'exercice de la profession, autorités compétentes) relèvent de la compétence des États membres. Par conséquent, s'agissant du Certificat européen de psychothérapie, la Commission européenne ne dispose pas de la compétence pour accepter ou rejeter les « plates-formes communes » établies par des associations professionnelles européennes. En d'autres mots, la Commission européenne ne « reconnaît » pas formellement les « plates-formes communes » même si elle est consciente de leur intérêt comme seul instrument de promotion de la libre circulation des professionnels au sein du marché unique. Ces « plates-formes » demeurent des initiatives privées et ne peuvent donc pas remplacer la réglementation nationale.
Cela étant, la Fédération Française de Psychothérapie et Psychanalyse (FF2P) relève que le contenu de la profession couverte par le titre de psychothérapeute est encore très flou et milite pour la reconnaissance du métier de psychopraticien selon des critères qui correspondent à ceux préconisés par le CEP.